# Synagoga im. Małżonków Nożyków w Warszawie
Synagoga im. Zalmana i Rywki Małżonków Nożyków – synagoga znajdująca się przy ulicy Twardej 6 w Warszawie.
Jest główną synagogą Gminy Wyznaniowej Żydowskiej w Warszawie oraz synagogą, w której urzęduje naczelny rabin Polski Michael Schudrich.

## Historia

### Przed 1939

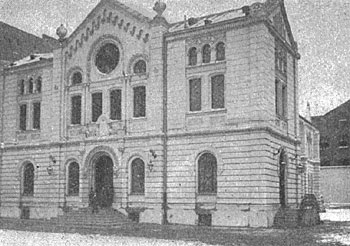
Synagoga, 1909 rok

Koncepcja budowy nowej ortodoksyjnej synagogi narodziła się w 1892 roku. 11 kwietnia 1893 roku jedyny żydowski notariusz w Warszawie, Szymon Landau, spisał akt notarialny, dzięki któremu Zalman Nożyk, syn Menaszego, za 157 tysięcy rubli zakupił od Jana Teodora Engelberta Zembrzuskiego pustą parcelę przy ulicy Twardej 6. Wiosną 1898 roku rozpoczęto prace budowlane. Nadzorował je specjalnie powołany Komitet Budowy Synagogi.
Projekt wykonał najprawdopodobniej Leandro Marconi, choć nie jest to do końca pewne. Wymienia się również Juliusa Prechnera oraz Lwa Bachmana. Budynek został zaprojektowany dla ok. 600 osób, po połowie kobiet i mężczyzn.
Koszt realizacji projektu wyniósł ok. 257 tysięcy rubli (157 tys. koszt zakupu działki i ok. 100 tys. rubli budowa synagogi). Tę kwotę w całości wyłożyli małżonkowie Nożykowie. 28 lutego 1902 roku Komitet Budowy Synagogi zawiadomił o zakończeniu budowy synagogi oraz zaprosił mieszkańców do jej obejrzenia oraz ewentualnego obrania sobie miejsca. Uroczyste otwarcie odbyło się 12 maja 1902 roku w święto Lag ba-Omer o godzinie 19.00. Podczas uroczystości modły prowadził kantor Lewinsohn z chórem, a uroczyste mowy wygłosili dwaj rabini. Następnie został odśpiewany Hymn Narodowy i odmówiona została modlitwa za władcę. Pochodu ze zwojami Tory i uroczystego ich włożenia do Aron ha-kodesz dokonał Zalman Nożyk.
W sprawozdaniu, zamieszczonym w Izraelicie, synagodze wystawiono bardzo dobrą opinię:
Synagoga ta pod każdym względem odpowiada współczesnym wymaganiom. Okazały, lecz utrzymany w granicach dobrego smaku, wygląd, zarówno zewnątrz, jak i wewnątrz, szeroka przestrzeń, dobra wentylacja, zachowanie wszelkich warunków zdrowotności, dobra akustyka – wszystko to świadczy, że działała tu umiejętna ręka, dbała zarówno o przybytek domu, przeznaczonego ku chwale Bożej, jako też o wygodę tych, którzy mają spędzać w nim długie godziny
Kilka tygodni po otwarciu powołano Komitet Synagogi im. Małżonków Nożyków, w którym zasiadali m.in. fundator, Izaak Ettinger, Dawid Mojżesz Szereszewski, Arie Lejb Dawidsohn, Jecheskiel Krawcow, Josef Jecheskiel Zuckerwaar oraz B. Rikwert. Do bożnicy uczęszczali głównie bogatsi Żydzi, którzy mieli wykupione stałe miejsca. Opłaty wynosiły: 16 do 80 rubli dla mężczyzn i 8 do 30 rubli dla kobiet – stosownie do mniejszego lub większego oddalenia od ściany wschodniej. Komitet opiekujący się budynkiem zapewniał również bezpłatne miejsca dla biednych Żydów, ale tylko podczas modlitwy porannej, w dniach kiedy urządzenie podwójnego nabożeństwa było możliwe.
W 1914 roku, po śmierci Rywki, bożnica wraz z innymi należącymi do niej nieruchomościami zostały nieodpłatnie przekazane Warszawskiej Gminie Starozakonnych. Warunkiem było jedynie utrzymywanie synagogi ze środków przekazanych przez ofiarodawców, zachowanie jej pełnej nazwy oraz odmawianie w święta modlitwy El Male Rachamim za fundatorów.
W 1923 roku synagoga została wyremontowana, a do ściany wschodniej dobudowano półokrągły chór według planów Maurycego Grodzieńskiego. W wyniku tej przebudowy dwa oryginalne witraże z motywem geometrycznej plecionki, umiejscowione w ścianie tylnej, znalazły się w ślepej ścianie, flankując Aron ha-kodesz. W okresie międzywojennym synagoga słynęła z męskiego chóru prowadzonego przez Abrahama Cwi Dawidowicza. Oprócz uroczystości czysto religijnych odbywały się w niej także okolicznościowe koncerty oraz spotkania z okazji świąt oraz ważnych wydarzeń państwowych.

### II wojna światowa
W 1939 roku synagoga Nożyków była jedną z pięciu największych synagog w Warszawie. W 1940 roku zamknięta i zdewastowana przez hitlerowców, służyła za stajnie dla koni i magazyn paszy. Po utworzeniu getta warszawskiego znalazła się na terenie tzw. małego getta.
20 maja 1941 roku władze niemieckie zezwoliły na otwarcie trzech synagog dla wiernych, w tym i synagogi Nożyków. Uroczyste otwarcie nastąpiło w święto Rosz ha-Szana. Modły odprawiał nadkantor Dawid Ajzensztadt, a krótkie i treściwe przemówienie poświęcone Miesiącowi Dziecka wygłosił prof. Majer Bałaban – nowy rabin i kaznodzieja synagogi. W lipcu 1942 roku synagoga została ponownie zamknięta, a w sierpniu tego samego roku, po likwidacji w czasie wielkiej akcji deportacyjnej tzw. małego getta, znalazła się po stronie aryjskiej.
Podczas powstania warszawskiego synagoga została znacznie uszkodzona podczas walk ulicznych oraz bombardowań, ale jej solidna konstrukcja się nie zawaliła.

### Okres powojenny
Po zakończeniu wojny synagoga została prowizorycznie zabezpieczona i częściowo wyremontowana z funduszy, które w części przeznaczyli ocaleni Żydzi. W lipcu 1945 roku odbyło się w niej pierwsze powojenne nabożeństwo. W sierpniu 1946 roku wizytę w synagodze złożył naczelny rabin Mandatu Palestyny Izaak Herzog.
Mimo iż budynek synagogi użytkowała Kongregacja Wyznania Mojżeszowego w Warszawie, to prawnie należał do Zarządu Miasta, który dzierżawił synagogę za bardzo wysoki czynsz. W związku z tym kongregacja postanowiła wystąpić do Sądu Grodzkiego w Warszawie z wnioskiem o przyznanie posiadania nieruchomości zabudowanej synagogą. Proces okazał się dla kongregacji pozytywny, ale Prokuratoria Generalna odwołała się od wyroku z uzasadnieniem, że ówczesna (w roku 1948) kongregacja nie miała nic wspólnego z dawną gminą żydowską. Po ponownym procesie synagoga stała się własnością kongregacji.

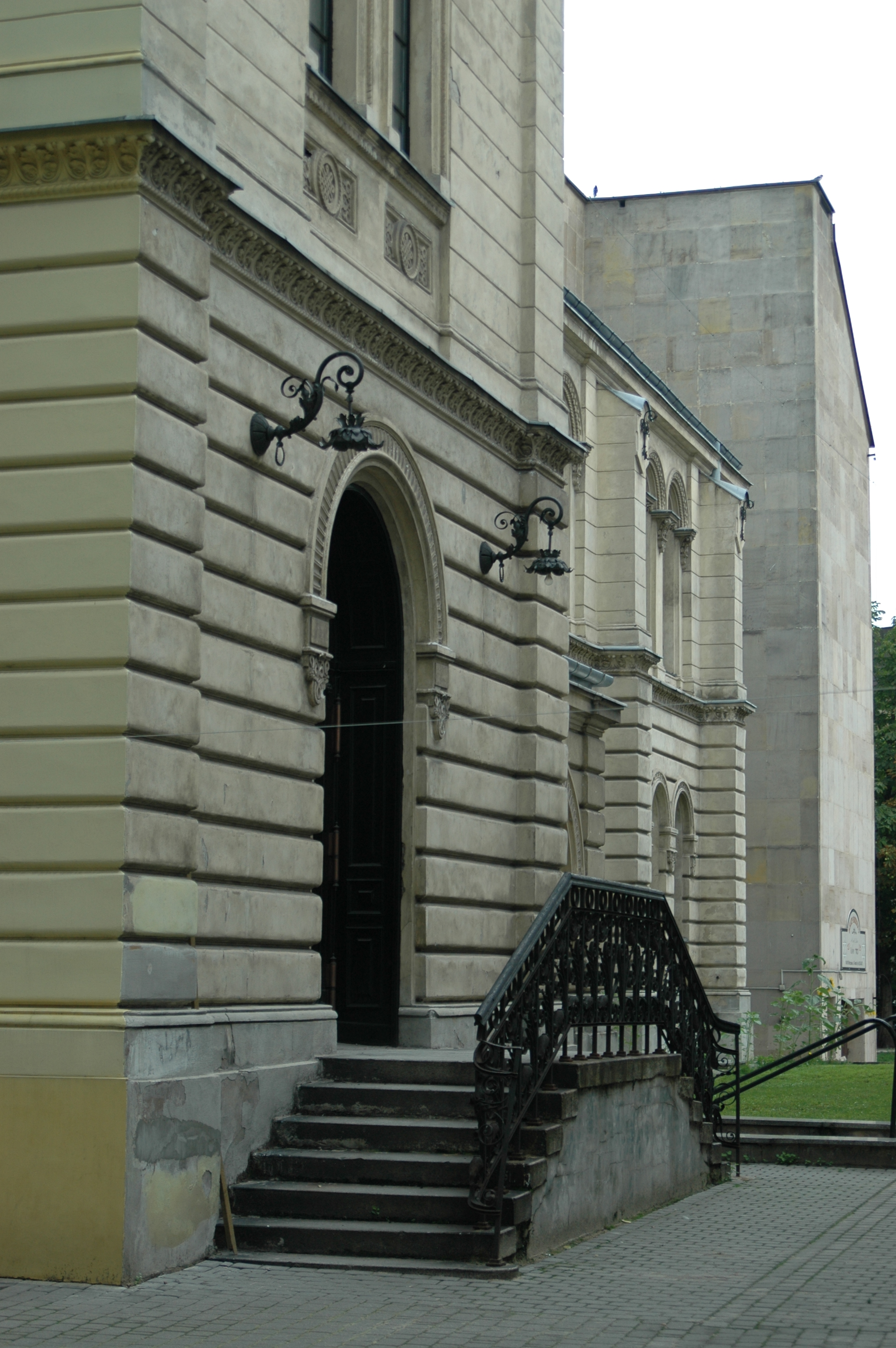
Boczne wejście na babiniec

Wkrótce przystąpiono do małych napraw i w 1951 roku nastąpiło jej pierwsze, powojenne, oficjalne otwarcie. W 1968 roku synagogę zamknięto, a modły odbywały się w pokoju znajdującym się w przyległym budynku przy ulicy Twardej 6. Po likwidacji Kongregacji Wyznania Mojżeszowego w Warszawie synagoga przeszła na własność Związku Religijnego Wyznania Mojżeszowego. W latach 1977–1983 przeprowadzono gruntowny remont synagogi, którego celem było przywrócenie jej wyglądu z początku XX wieku oraz dobudowano od strony wschodniej aneks, w którym mieszczą się biura Związku Gmin Wyznaniowych Żydowskich w RP i Gminy Wyznaniowej Żydowskiej oraz stołówka koszerna. Wówczas z wnętrza synagogi zniknęło wiele oryginalnych elementów, m.in. gwiazdki na suficie apsydy czy bima. Pracami kierował warszawski oddział Pracowni Konserwacji Zabytków reprezentowany przez dwie architektki, Hannę Szczepanowską i Ewę Dziedzic.
Dnia 18 kwietnia 1983 roku, w 40. rocznicę powstania w getcie warszawskim, po raz kolejny uroczyście otwarto synagogę. Na tę uroczystość przybyli m.in. naczelny rabin Tel Awiwu Icchak Frenkel, arcybiskup Kazimierz Majdański, przedstawiciele rządu PRL, władz miejskich Warszawy, przedstawiciele kościołów i związków wyznaniowych. Przybyłych powitał Mozes Finkelstein, przewodniczący Związku Religijnego Wyznania Mojżeszowego. W 1985 roku odbyła się bar micwa Mateusza Kosa, pierwsza tego typu uroczystość w Polsce od wielu lat.
Od 1988 roku po raz pierwszy od czasu zakończenia II wojny światowej warszawska społeczność żydowska mogła odprawiać modły w synagodze z rabinem. W tym bowiem roku do Warszawy przybył ówczesny naczelny rabin Polski Pinchas Menachem Joskowicz. Od 1990 roku wspomagał go Michael Schudrich, rabin Warszawy i naczelny rabin Polski. W 1989 roku synagoga otrzymała od ofiarodawców ze Stanów Zjednoczonych nowy zwój Tory, który w pełni odpowiadał wymogom religijnym warszawskiej społeczności żydowskiej. Wcześniej bowiem brakowało takiego egzemplarza w Warszawie.
19 kwietnia 1993 roku podczas uroczystego nabożeństwa z okazji 50. rocznicy wybuchu powstania w getcie warszawskim, po raz pierwszy w historii stosunków chrześcijańsko-żydowskich biskup katolicki, arcybiskup Henryk Muszyński i rabin Warszawy Michael Schudrich modlili się wspólnie w synagodze.

### Próba podpalenia synagogi
Na początku lat 90. doszło do kilku aktów antysemickich. Najgroźniejszy z nich wydarzył się w nocy z 25 na 26 lutego 1997 roku, kiedy to bożnicę próbowano podpalić. Dzięki szybkiej reakcji pewnego przechodnia oraz sprawnej akcji straży pożarnej zniszczeniu uległ jedynie przedsionek synagogi. Sprawcy podpalenia nie zostali schwytani, a w mediach pojawiły się sugestie o prowokacyjnym charakterze zdarzenia, o czym miał świadczyć brak reakcji znajdującego się w pobliżu policjanta, a następnie przeprowadzenie bez zgody prokuratury rewizji i zatrzymań w środowisku antykomunistycznej Ligi Republikańskiej, które nie przyniosły żadnych efektów dla śledztwa.
W 1999 roku gmina Warszawa-Centrum wsparła finansowo restaurację spalonego wejścia.
W nocy z 30 kwietnia na 1 maja 2024 doszło do kolejnej próby podpalenia.

### Lata 2000–2005
W 2001 roku gmina Warszawa-Centrum przekazała synagodze 500 tysięcy złotych, które wykorzystano na osuszanie piwnic i zabezpieczenie przed wilgocią fundamentów.
12 października 2001 roku do synagogi trafiły przedmioty kultu religijnego, które zostały zrabowane przez hitlerowców z jednej z warszawskich synagog i w 1943 roku złożone w Muzeum Narodowym w ramach przymusowego zarządu sprawowanego przez władze okupacyjne. W uroczystości przekazania judaików uczestniczył szef Kancelarii Prezesa Rady Ministrów Maciej Musiał. Większość została umieszczona w szklanym sześcianie w przedsionku synagogi. Wśród odzyskanych przedmiotów znalazły się:

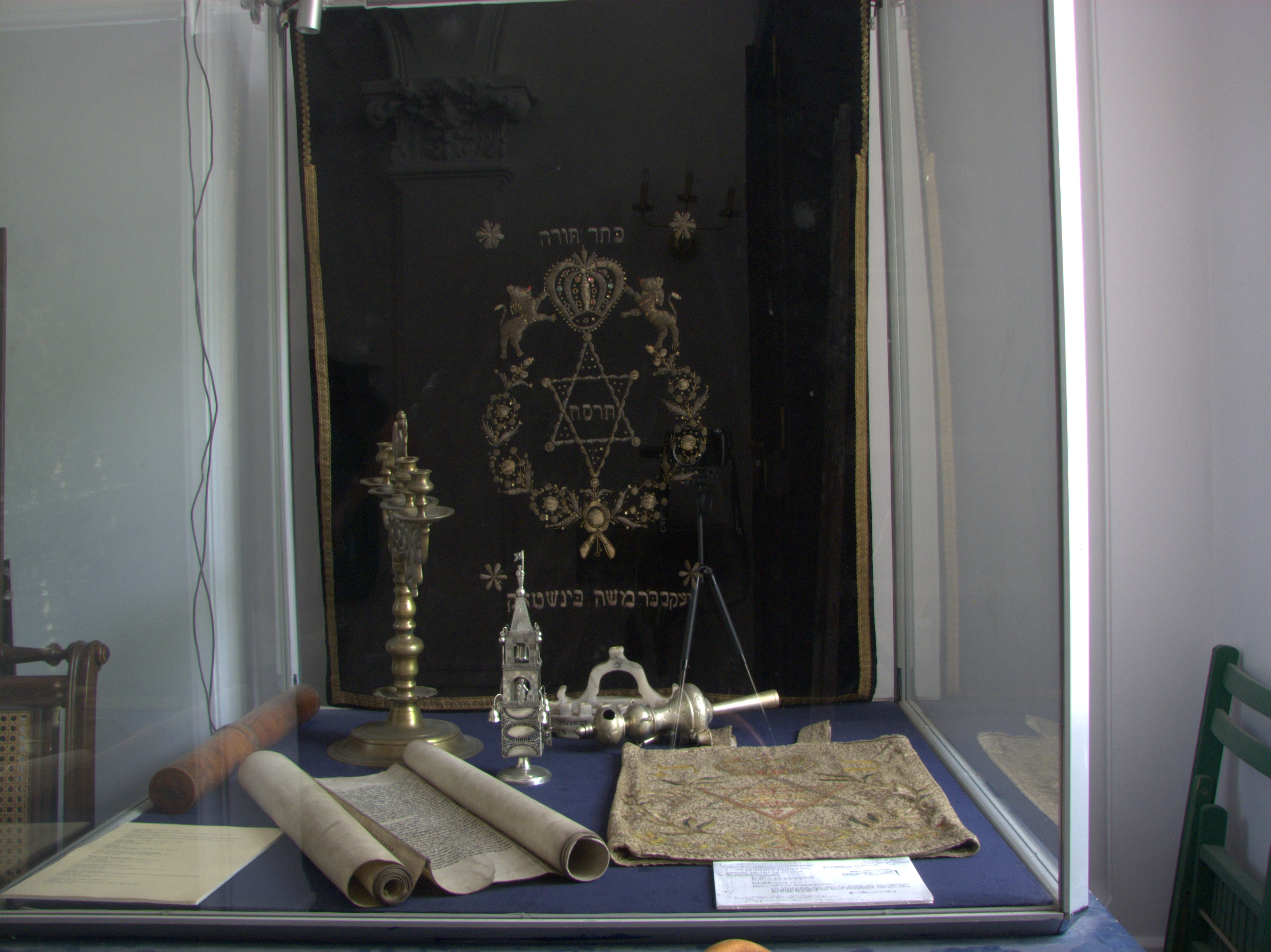
Judaica

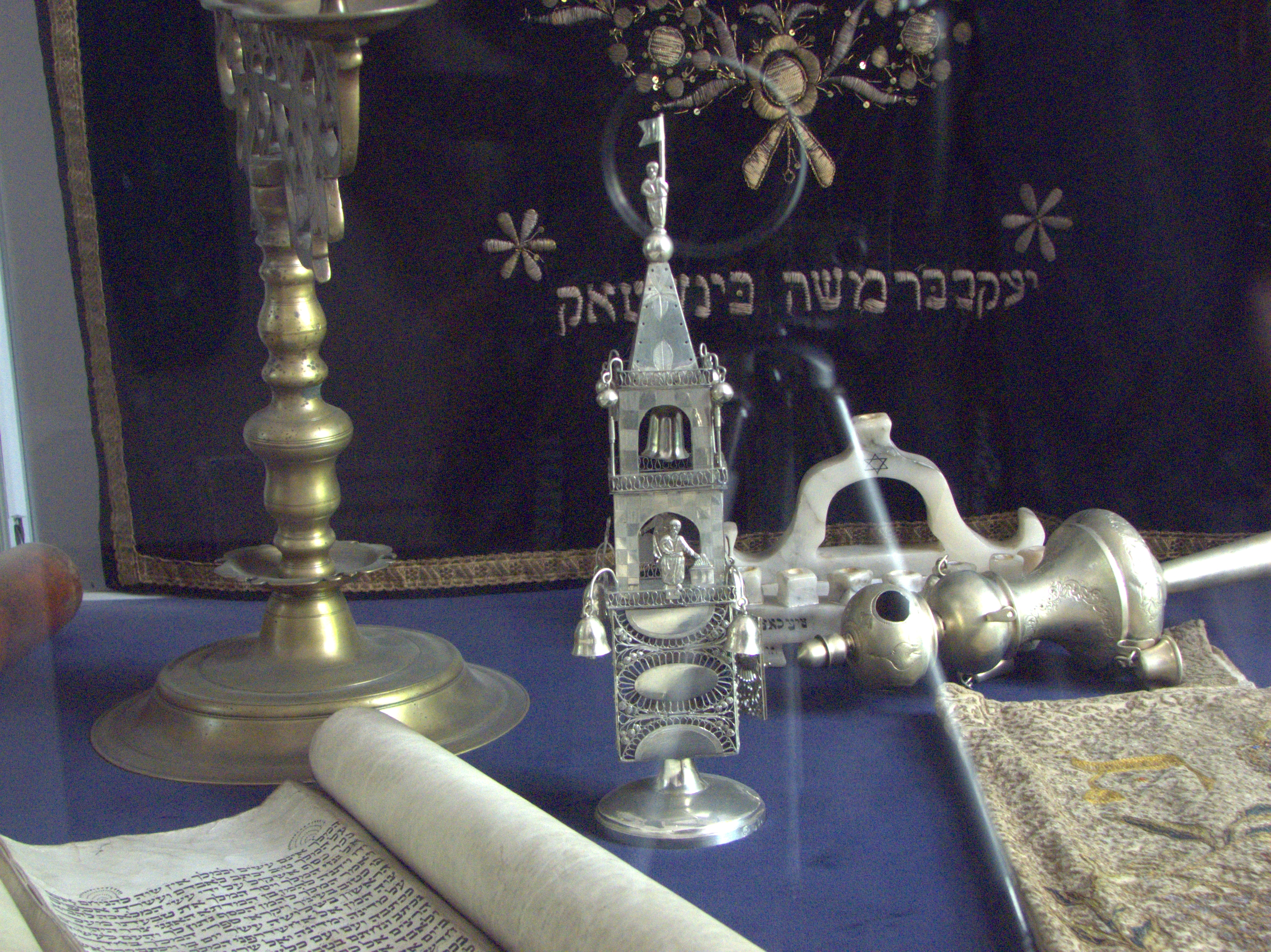

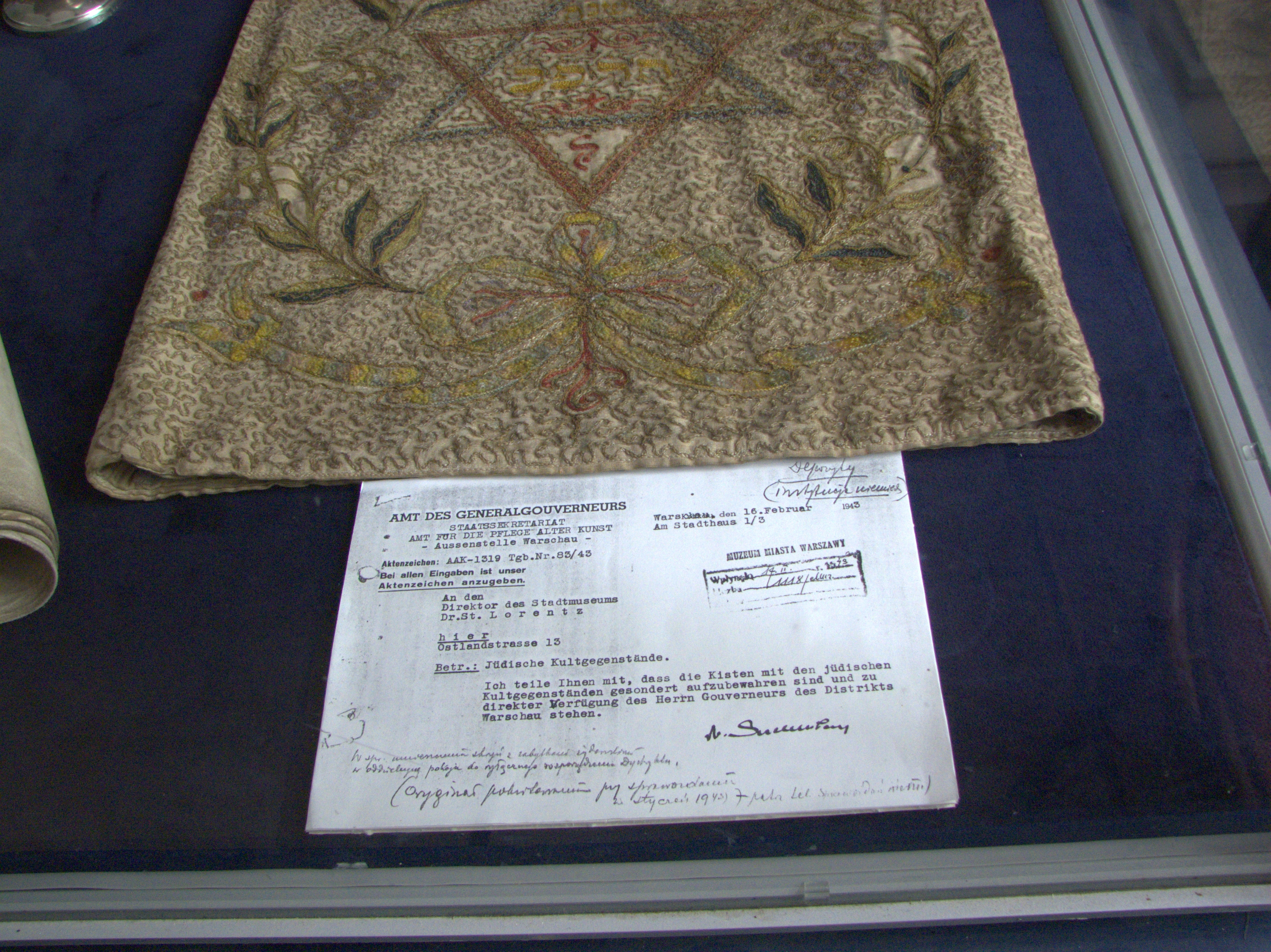

- aksamitny parochet, utkany jedwabną przędzą i srebrną nicią, cekinami i szkiełkami wykonany w Polsce w 1908 roku,
- aksamitna sukienka na Torę, utkana jedwabną przędzą i srebrną pozłacaną nicią, cekinami i szkiełkami wykonana w Polsce w 1903 roku, przechowywana w Aron ha-kodesz,
- jedwabno-aksamitna, haftowana sukienka na Torę wykonana w Polsce w 1922 roku,
- srebrny, rytowany i sztancowany rimonim wykonany we Wrocławiu w 1864 roku,
- srebrny tas wykonany w latach 1821–1841 przez złotnika Johanna Augusta Gebhardta w Berlinie, przechowywany w Aron ha-kodesz,
- mosiężny świecznik szabatowy, z napisami „Do zapalania świec” i „Święty szabat”, wykonany w Polsce w XVIII wieku,
- srebrna, rytowana, sztancowana i filigranowa balsaminka wieżyczkowa wykonana w Gdańsku na początku XIX wieku,
- alabastrowa lampa chanukowa wykonana w Polsce w 1939 roku,
- megilla spisana na pergaminie z drewnianym futerałem, wykonana prawdopodobnie w Niemczech w XIX wieku.

Od września do listopada 2002 roku trwał remont fasady synagogi, na której jeszcze były widoczne nadpalenia po ostatniej próbie podpalenia. Podczas remontu uzupełniono tynki i stiuki, wymieniono okna i elementy blacharskie, odrestaurowano schody, a ścianę do wysokości pierwszego piętra pokryto preparatem antygraffiti. Zmieniono również kolor fasady na żółty, w miejsce piaskowoszarego, który nawiązywał do dobudowanej do synagogi nowej części. Renowacja prowadzona była pod kierunkiem konserwatorów Grażyny Babut-Prykiel i Piotra Grzegorza Mądracha i sfinansowana przez Fundację Ronalda S. Laudera. Wrócił też na swoje miejsce nad drzwiami przedsionka, witraż „Jestem który, jestem” ofiarowany, zaprojektowany i wykonany przez warszawskiego artystę Tomasza Łączyńskiego prowadzącego pracownię Sztuka-Szkło. 6 listopada w przedsionku synagogi uroczyście odsłonięto tablicę pamiątkową poświęconą sponsorowi remontu. Na tę uroczystość specjalnie przyleciał ze Stanów Zjednoczonych Ronald S. Lauder.
3 stycznia 2003 roku nieznani sprawcy dokonali próby dewastacji synagogi, między innymi wbijając gwoździe w drzwi głównego wejścia. W kwietniu 2003 roku w synagodze złożył wizytę prezydent Izraela Mosze Kacaw, podczas której wręczył pięciorgu Polakom medale i dyplomy „Sprawiedliwy wśród Narodów Świata”. Wcześniej uczestniczył w uroczystości wprowadzenia nowych zwojów Tory, które podarowała jedna z chicagowskich synagog.
22 listopada 2003 roku w synagodze odbyła się uroczystość żałobna dla uczczenia pamięci ofiar zamachów terrorystycznych w Stambule z udziałem m.in. ambasadorów Turcji i Izraela. W styczniu 2004 roku Gmina Wyznaniowa Żydowska w Warszawie przejęła aktem darowizny na własność synagogę Nożyków, która wówczas była własnością Związku Gmin Wyznaniowych Żydowskich.
20 stycznia 2005 roku w synagodze odbyło się nabożeństwo ekumeniczne w intencji ofiar tsunami w Azji. Modlitwy prowadzili rabin Michael Schudrich, ksiądz Michał Czajkowski oraz biskup Kościoła Ewangelicko-Reformowanego Zdzisław Tranda. Obecni byli ambasadorzy Indonezji, Sri Lanki, Indii, Tajlandii, a także ambasador Izraela Dawid Peleg oraz inni przedstawiciele korpusu dyplomatycznego. 25 stycznia odbyło się nabożeństwo żałobne pamięci Jana Nowaka-Jeziorańskiego, a 2 maja w intencji izraelskich żołnierzy i ofiar ataków terrorystycznych.
8 kwietnia 2005 roku w synagodze odbyły się modlitwy żałobne związane ze śmiercią papieża Jana Pawła II. W uroczystościach uczestniczyli zarówno Żydzi, jak i osoby innych wyznań, w tym naczelny rabin Polski Michael Schudrich, ambasador Izraela Dawid Peleg oraz ksiądz Michał Czajkowski. Podczas siódmej pielgrzymki do Polski, Jan Paweł II miał w planach odwiedzenie synagogi, jednak zgody na to nie wyraził ówczesny rabin warszawski Pinchas Menachem Joskowicz.
6 maja 2005 roku nastąpiło wniesienie trzecich zwojów Tory do synagogi. Zostały one ufundowane przez mieszkającą w Stanach Zjednoczonych rodzinę zmarłego w 2003 roku, Jacka Eisnera, warszawskiego Żyda, uczestnika powstania w getcie warszawskim: jego żonę Sarę oraz dzieci: Shirley, Arnolda i Philipa. 18 maja w synagodze z warszawskimi Żydami spotkał się generał Mosze Ja’alon, szef sztabu armii izraelskiej z grupą oficerów i żołnierzy rannych w walce i zasłużonych dla obronności kraju.
Dnia 17 czerwca 2005 roku nastąpiło kolejne uroczyste wniesienie nowych, tym razem już czwartych zwojów Tory do synagogi. Zostały one ufundowane przez mieszkających w Stanach Zjednoczonych Harleya i Marie Lippman z okazji bat micwy ich córki Juliet. Tora powstała w 1886 roku i należała pierwotnie do rodziny polskich Żydów. Zwój z placu Bankowego przez Ogród Saski, ulice Królewską i Grzybowską, nieśli pod baldachimem na przemian mężczyźni. W uroczystości wzięli również udział przebywający w Warszawie oficerowie z izraelskiej armii. 22 stycznia 2006 roku zwoje Tory zostały przewiezione do Lublina i umieszczone w małej synagodze w Jeszywas Chachmej Lublin. Od 11 lutego 2007 roku znajdują się w głównej synagodze jesziwy.

### 2006-2008
31 stycznia 2006 roku w synagodze odbyła się modlitwa ekumeniczna z udziałem przedstawicieli kościołów katolickiego, greckokatolickiego, prawosławnego, ewangelicko-augsburskiego, przedstawicieli polskich muzułmanów i żydów oraz Kancelarii Prezydenta RP, Kancelarii Prezesa Rady Ministrów i Ambasady Izraela. Uczestnicy modlili się za ofiary, rannych i rodziny katastrofy budowlanej w Katowicach. Uroczystość prowadził przewodniczący Związku Gmin Wyznaniowych Żydowskich w RP Piotr Kadlčik. Ambasador Izraela, Dawid Peleg odczytał list kondolencyjny od prezydenta Izraela Moszego Kacawa. Przed synagogą zebrano datki w wysokości 556 złotych na rzecz ofiar, a Polska Unia Studentów Żydowskich zorganizowała ambulans, w którym oddawano krew.
W maju 2006 roku w synagodze odbyła się pierwsza od ponad 60 lat konferencja rabinacka, w której udział wzięło 25 rabinów z krajów Europy Środkowej. Omawiano na niej sprawy edukacji młodzieży, życia codziennego Żydów oraz jak przyciągnąć ludzi do synagogi.
5 czerwca 2007 roku Przewodniczący Parlamentu Europejskiego Hans-Gert Pöttering złożył wizytę w synagodze i spotkał się z przedstawicielami społeczności żydowskiej w Polsce.
W dniach 16 i 17 listopada 2007 roku modlitwy szabatowe w synagodze prowadził kantor Joseph Malovany, jeden z najlepszych wykonawców hebrajskiej muzyki liturgicznej. Wcześniej dawał on liczne koncerty w synagodze, głównie podczas Festiwalu Kultury Żydowskiej Warszawa Singera.
21 lutego 2008 roku wizytę w synagodze złożył naczelny aszkenazyjski rabin Izraela Jona Metzger. Była to pierwsza od 60 lat wizyta naczelnego rabina Izraela w Polsce. W synagodze rabin Metzger rozmawiał o kondycji polskiej społeczności żydowskiej z przedstawicielami działających w kraju organizacji: m.in. Gminy Wyznaniowej Żydowskiej w Warszawie, Związku Gmin Wyznaniowych Żydowskich w RP, Towarzystwa Społeczno-Kulturalnego Żydów, Żydowskiego Instytutu Historycznego, Dzieci Holocaustu, Stowarzyszenia Żydów Kombatantów i Poszkodowanych w II Wojnie Światowej, Jointu, Sochnutu, Żydowskiej Ogólnopolskie Organizacji Młodzieżowej oraz Ambasady Izraela w RP. Następnie wygłosił przemówienie na otwartym spotkaniu z członkami warszawskiej gminy żydowskiej. Na pamiątkę naczelny rabin Polski Michael Schudrich i przewodniczący ZGWŻ Piotr Kadlčik podarowali rabinowi Metzgerowi zdjęcie z 1946 roku, kiedy w synagodze wizytę złożył ówczesny naczelny rabin Palestyny Izaak Herzog.
8 marca w synagodze odbyły się modlitwy w intencji poszkodowanych i ofiar zamachu na jesziwę Merkaz Ha-Raw w Jerozolimie. 14 kwietnia w budynku synagogi odbyło się spotkanie lokalnej społeczności żydowskiej z prezydentem Izraela Szymonem Peresem.
18 maja 2008 roku w synagodze odbyły się modlitwy w intencji zmarłej Ireny Sendlerowej z udziałem m.in. Michaela Schudricha, Piotra Kadlčika, Dawida Pelega oraz Elżbiety Ficowskiej. 25 sierpnia odbyło się uroczyste nabożeństwo żałobne w intencji Bronisława Geremka. W uroczystościach wzięli udział m.in. Marcin Geremek, były premier Tadeusz Mazowiecki, Konstanty Gebert, a modlitwom przewodniczył rabin Michael Schudrich.
5 grudnia 2008 roku w synagodze odbyły się uroczystości upamiętniające ofiary zamachów terrorystycznych w Mumbaju. Uczestniczyli w nich przedstawiciele społeczności żydowskiej z Polski, chasydzi z Chabad-Lubawicz z rabinem Szalomem Ber Stamblerem oraz ambasadorowie Izraela, Indii, Stanów Zjednoczonych oraz Wielkiej Brytanii.
Od sierpnia do 31 grudnia 2008 roku trwał gruntowny remont synagogi, podczas którego odnowiono elewacje budynku oraz nadano im nową żółto-brzoskwiniową kolorystykę. Odtworzono rozsypujące się elementy ozdobne elewacji, m.in. ornamentykę w stylach bizantyńskim i mauretańskim, zainstalowano nowoczesny system odstraszania ptaków oraz zabezpieczono fundamenty metalową obręczą i opaską z białego kamienia. Wewnątrz synagogi odmalowano nawy główne, wyremontowano klatki schodowe oraz odnowiono posadzkę z piaskowca. Remont kosztował 1,215 miliona złotych, z czego 750 tysięcy wyłożył stołeczny konserwator zabytków, resztę Gmina Wyznaniowa Żydowska w Warszawie. Renowację synagogi zaprojektowali: Joanna Kwiećińska, Małgorzata Pastewka i Sławomir Stankiewicz. Remont wykonały firmy Renova i Zemart Prime.

### Wizyta prezydenta RP

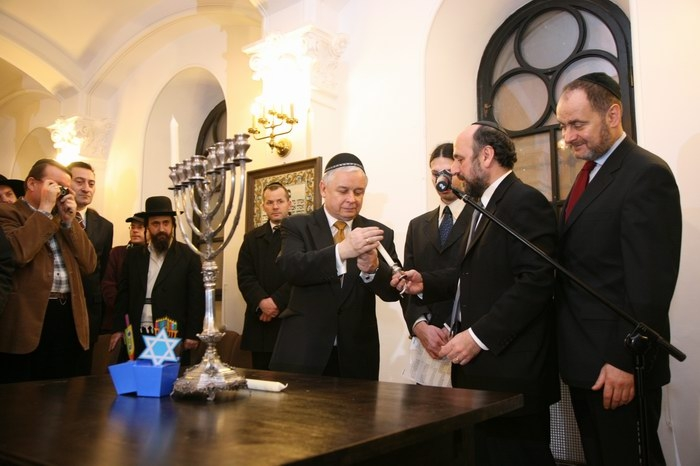
Prezydent Lech Kaczyński w synagodze im. Nożyków

21 grudnia 2008 roku w synagodze odbyły się ceremonia zapalenia pierwszej świeczki chanukowej oraz uroczysta modlitwa z okazji 90. rocznicy odzyskania niepodległości przez Polskę. Z tej okazji wizytę w synagodze złożył prezydent RP Lech Kaczyński wraz z małżonką Marią Kaczyńską. Była to pierwsza po II wojnie światowej wizyta urzędującego prezydenta RP w synagodze.
Parę prezydencką przywitały śpiew dziecięcego chóru żydowskiego Havaynu z Zespołu Szkół Lauder-Morasha w Warszawie, który zaśpiewał pieśń Shalom Aleichem oraz Piotr Kadlčik, który wygłosił przemówienie. Następnie Chór Żydowski CLIL odśpiewał Mazurka Dąbrowskiego oraz pieśń partyzantów żydowskich z getta warszawskiego Zog Nit Keinmol, po czym rabini Michael Schudrich, Efraim Meisles, Maciej Pawlak i Pinchas Żarczyński odmówili w języku polskim modlitwę za ojczyznę napisaną przez rabina Mojżesza Schorra oraz współczesną modlitwę autorstwa rabina Boaza Pasha, wypowiedzianą po hebrajsku i po polsku.
Przed przemówieniem prezydenta przedstawiciele Gminy Wyznaniowej Żydowskiej w Warszawie wręczyli Lechowi Kaczyńskiemu tekst modlitwy za ojczyznę, zapisany w języku hebrajskim w formie klasycznej żydowskiej wycinanki, przygotowanej przez Monikę Krajewską. W przemówieniu prezydent m.in. podziękował za modlitwę za Rzeczpospolitą Polską oraz przypomniał społeczność żydowską, która zamieszkiwała w okresie międzywojennym Polskę. Następnie pierwszą chanukową świeczkę zapalili wspólnie naczelny rabin Polski Michael Schudrich, Lech Kaczyński oraz attaché ds. kultury Ambasady Izraela w Polsce Alon Simhayoff.

## Architektura
Murowany budynek synagogi wzniesiono na planie prostokąta z ryzalitem mieszczącym główne wejście, w stylu neoromańskim z licznymi elementami bizantyjskimi, neorenesansowymi oraz mauretańskimi. Nad nim znajdują się dwie tablice Dekalogu. Wnętrze jest podzielone na trzy nawy. Nad nawami i przedsionkiem znajdują się galerie dla kobiet, do których prowadzą osobne klatki schodowe z osobnymi wejściami.
Na wschodniej ścianie, znajduje się trzyosiowy pulpit zwieńczony złotą kopułą z gwiazdą Dawida w którym znajduje się Aron ha-kodesz. Na jego belkowaniu znajduje się fragment tekstu Psalmu 118: „Otwórzcie mi bramy sprawiedliwości, wejdę tam i dzięki złożę Panu”. Wiodą do niego symetrycznie ustawione marmurowe schodki z ażurową żelazną balustradą, wypełnioną motywem esowato wygiętej roślinnej plecionki. Bogato zdobione drzwi arki zasłonięte są skromnym parochetem. Po lewej stronie znajduje się ner tamid, a po prawej pulpit kantora.
Na środku znajduje się kwadratowa, dwuwejściowa bima, otoczona żelazną balustradą wypełnioną motywem karo. Synagoga posiada łącznie 600 miejsc siedzących.
W synagodze, w głównej sali modlitewnej i przedsionku znajduje się pięć tablic pamiątkowych.

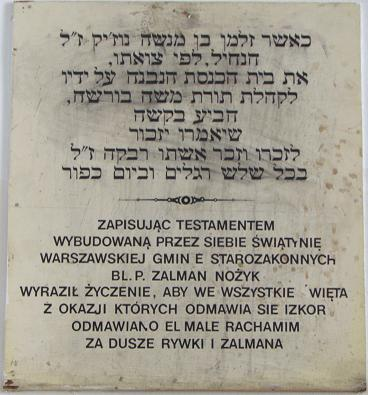
Tablica (1)

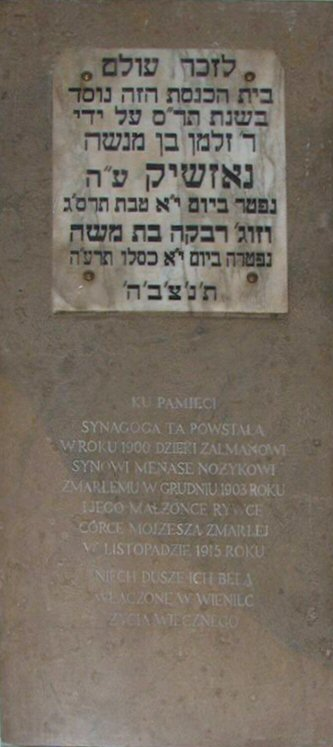
Tablica (3)

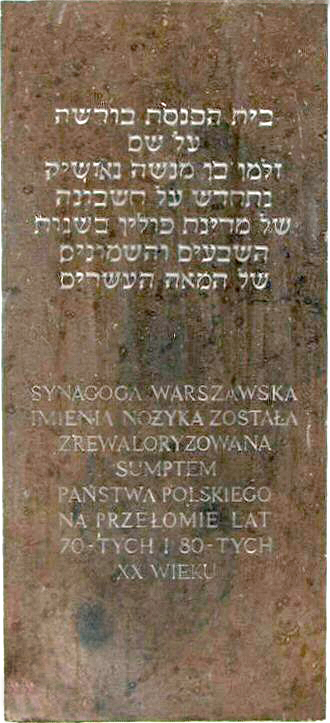
Tablica (2)

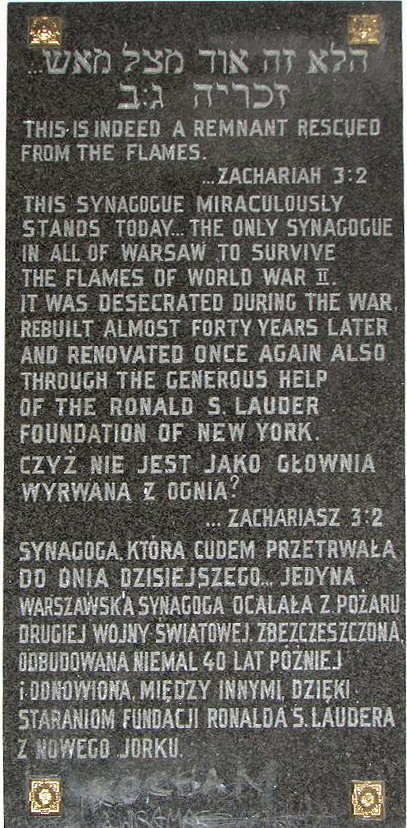
Tablica (4)

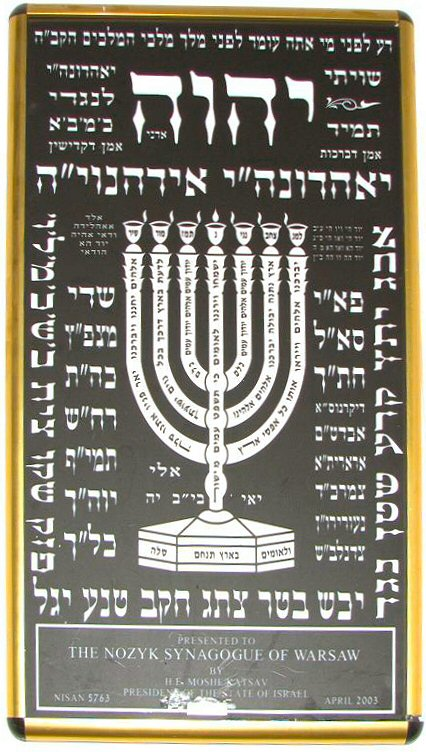
Tablica (5)

Pierwsza w językach polskim i hebrajskim umieszczona na prawo od Aron ha-kodesz, pod nawą boczną upamiętnia życzenie Zalmana Nożyka aby po jego śmierci odmawiać izkor za jego żonę i niego samego:
„Zapisując testamentem wybudowaną przez Siebie świątynię Warszawskiej Gminie Starozakonnych Bł. P. Zalman Nożyk wyraził życzenie, aby we wszystkie święta z okazji których odmawia się izkor, odmawiano El Male Rachamim za duszę Ryfki i Zalmana”.
Druga w językach polskim i hebrajskim umieszczona w głównej sali modlitewnej, upamiętnia remont synagogi z lat 1977–1983:
„Synagoga warszawska imienia Nożyka została zrewaloryzowana sumptem Państwa Polskiego na przełomie lat 70. i 80. XX wieku”.
Trzecia w językach polskim i hebrajskim umieszczona w głównej sali modlitewnej, upamiętnia budowę oraz fundatorów synagogi:
„Ku pamięci. Synagoga ta powstała w roku 1900 dzięki Zalmanowi synowi Menase Nożykowi zmarłemu w grudniu 1903 roku i jego małżonce Rywce córce Mojżesza zmarłej w listopadzie 1915 roku. Niech dusze ich będą włączone w wieniec życia wiecznego”.
Czwarta w językach polskim i angielskim umieszczona w przedsionku została odsłonięta 6 listopada 2001 roku:
„Czyż nie jest jako głownia wyrwana z ognia? (Za 3:2) Synagoga, która cudem przetrwała do dnia dzisiejszego... Jedyna warszawska synagoga ocalała z pożaru drugiej wojny światowej. Zbezczeszczona, odbudowana niemal 40 lat później i odnowiona, między innymi, dzięki staraniom Fundacji Ronalda S. Laudera z Nowego Jorku”.
Piąta w języku angielskim upamiętnia wizytę w synagodze prezydenta Izraela Moszego Kacawa w kwietniu 2003 roku: „Presented to the Nozyk Synagogue of Warsaw by H.E. Moshe Katsav President of the State of Israel”. Tablica została usunięta w marcu 2009 r. w związku z oskarżeniem prezydenta Kacawa o gwałt i molestowanie seksualne.
W podziemiach synagogi znajduje się mykwa, dostępna zarówno dla kobiet, jak i dla mężczyzn.
- Synagoga jest obiektem, który stanowi wartość zabytkową. Została ona wpisana do krajowego rejestru zabytków nieruchomych pod numerem 873 w dniu 1 grudnia 1973 roku.

## Synagoga jako ośrodek kultury
Synagoga Nożyków to nie tylko miejsce praktyk religijnych, ale również prężnie rozwijający się ośrodek kultury żydowskiej, w którym odbywają się liczne wystawy, koncerty, wernisaże oraz spotkania.
W synagodze odbywały się koncerty:
- kantorów: Barucha Finkelsteina, Benziona Millera, Hershela Liebera, Josepha Malovanego(inne języki), Shaloma Jacobsa, Shmuela Barzilaia, Berela Zuckera, Ericka Freemana, rabina Abrahama Greenbauma.
- chórów: The Beth Sholom Men’s Choir, Kcat Acheret, Hasidic Cappella, Chór Synagogi pod Białym Bocianem, chór z kibucu Ma’agan Michael, Chór Żydowski CLIL, Zemer-Lach, Cantores Minores, Shiran, Sharonim, Adam Le-Adam i wiele innych.
- zespołów: Nayekovichi, Young Jerusalem Saxophone Quartet.

Od 8 grudnia 2001 roku do stycznia 2002 roku w synagodze zorganizowano pierwszą wystawę zatytułowaną „Pamiętanie. Zabytki żydowskie Warszawy”. Okazją było 100-lecie synagogi Nożyków. Na wystawie prezentowano głównie archiwalne i współczesne zdjęcia budynków i miejsc szczególnie ważnych dla warszawskich Żydów, a także fragmenty starych ksiąg, modlitewników i innych judaiców. Zdjęcia i eksponaty rozmieszczono w przedsionku i na klatce schodowej budynku. Każdy opatrzono obszernym opisem.
Od 19 kwietnia do 30 lipca 2007 roku na babińcu synagogi była wystawa w większości nigdy dotąd niepublikowanych zdjęć z getta warszawskiego. Fotografie pokazują głównie pierwsze miesiące getta. Zostały zakupione przez Gminę Wyznaniową Żydowską w Warszawie na międzynarodowych aukcjach internetowych. Autorami byli prawdopodobnie hitlerowscy żołnierze.
W dniach od 2 do 16 września 2007 roku w synagodze odbyła się wystawa fotografii Jacka Jędrzejczaka, pt. „Malowane w jidysz”. Część zdjęć, których tematem było przemijanie, została wkomponowana w okna babińca synagogi.
W dniach od 17 września do 17 października na babińcu synagogi eksponowane były połączone wystawy Sebastiana Rakowskiego „Żydzi otwoccy” oraz Tomasza Brzostka „Kraina Dziwnych Snów...”. Ekspozycja składała się z osiemnastu czarno-białych fotogramów „Krainy dziwnych snów” oraz piętnastu plansz „Żydów otwockich”.
Od 2004 roku w synagodze odbywa się koncert inauguracyjny Festiwalu Kultury Żydowskiej Warszawa Singera. W 2007 roku na koncercie obecni byli m.in.: były prezydent Polski Aleksander Kwaśniewski i jego małżonka Jolanta Kwaśniewska, prezydent Warszawy Hanna Gronkiewicz-Waltz, przewodniczący Friends of the Shalom Foundation w Nowym Jorku Sigmund A. Rolat, minister w Kancelarii Prezydenta Ewa Junczyk-Ziomecka, Szymon Szurmiej, Małgorzata Niezabitowska, Marek Borowski, Witold Dąbrowski.

## Nabożeństwa
Nabożeństwa w synagodze odbywają się codziennie, a prowadzi je rabin Michael Schudrich; w razie jego nieobecności prowadzą je rabini pomocniczy lub inni członkowie gminy żydowskiej. Modlitwy prowadzone są według porządku aszkenazyjskiego.
Modlitwa piątkowa rozpoczyna się 15 minut przed zachodem słońca, a w przypadku miesięcy letnich o godzinie 20.00, następnie Kabalat Szabat oraz Maariw. Modlitwa szabatowa rozpoczyna się o 9.30, po której następuje kidusz w sali konferencyjnej synagogi oraz obiad szabatowy w białym budynku. Mincha, szabatowa modlitwa popołudniowa rozpoczyna się na 25 minut przed zachodem słońca, po której celebruje się Seudat Szliszit, modlitwę wieczorną i Hawdalę.
Modlitwy od poniedziałku do piątku rozpoczynają się o 7.30, zaś w niedziele o 9.00, po których wykładany jest Talmud. Godziny modlitw popołudniowej i wieczornej ustalane są zgodnie z czasem zachodu słońca.
W każde święto, podczas którego odmawia się izkor, odmawiane są modlitwy – wedle życzenia fundatorów – wspominające zmarłych Rywkę i Zalmana Nożyków.

## Osoby związane z synagogą
- Zalman Nożyk – fundator synagogi
- Abraham Cwi Dawidowicz – dyrygent chóru synagogalnego
- Dawid Ajzensztadt(inne języki) – kantor, dyrygent chóru synagogalnego
- Michael Schudrich – naczelny rabin Polski
- Pinchas Menachem Joskowicz – naczelny rabin Polski

## Galeria

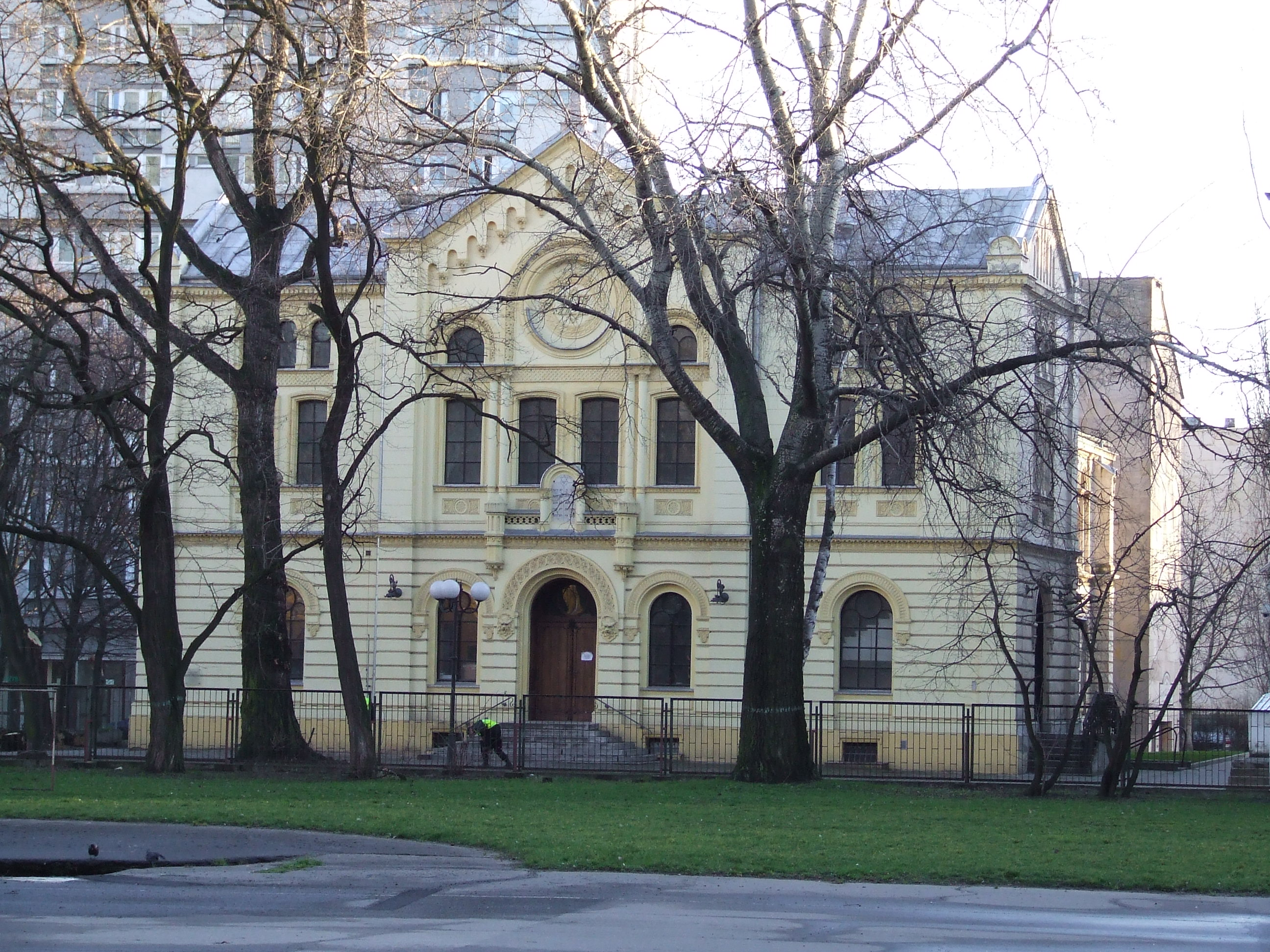
Budynek synagogi
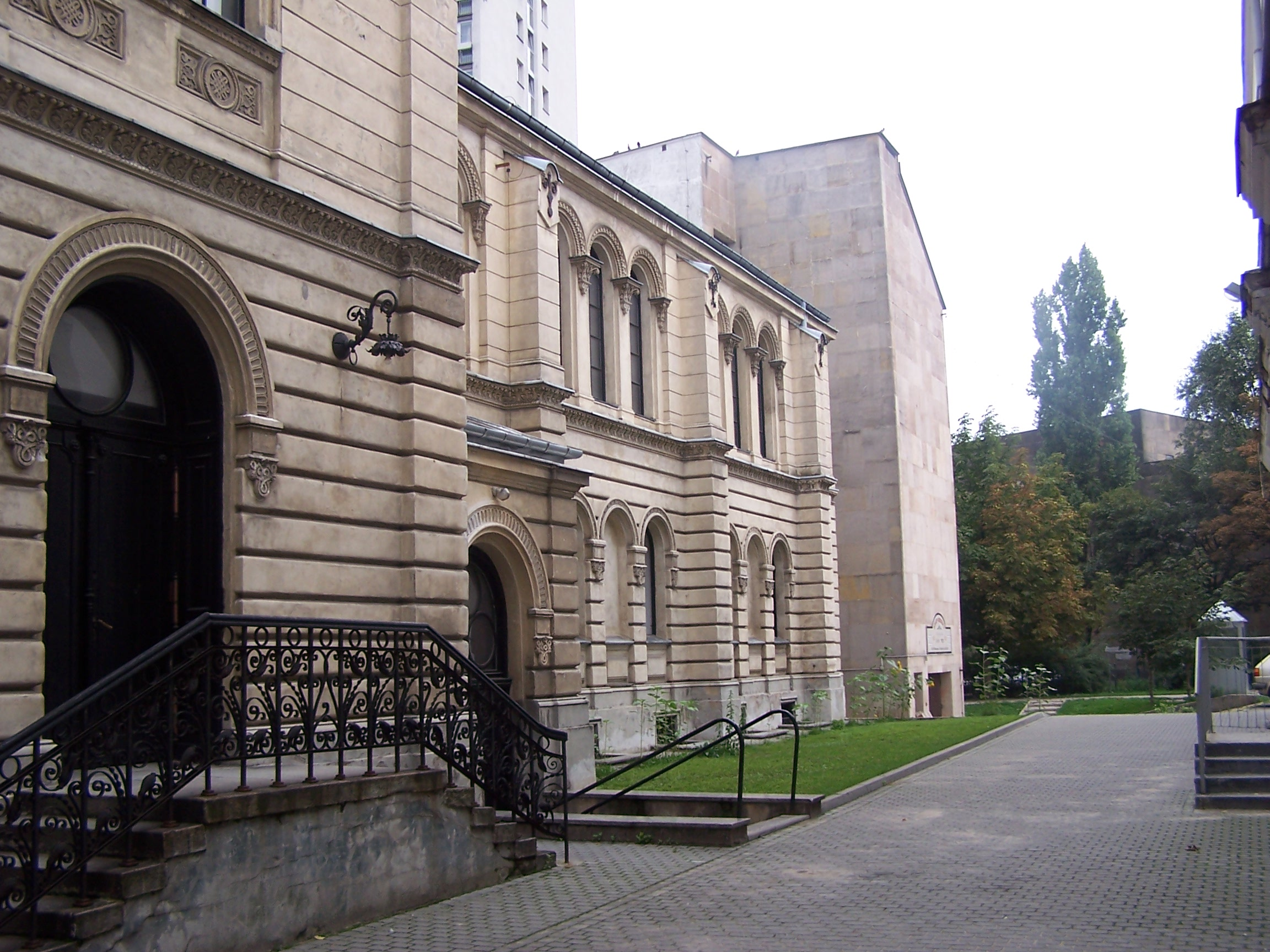
Elewacja boczna
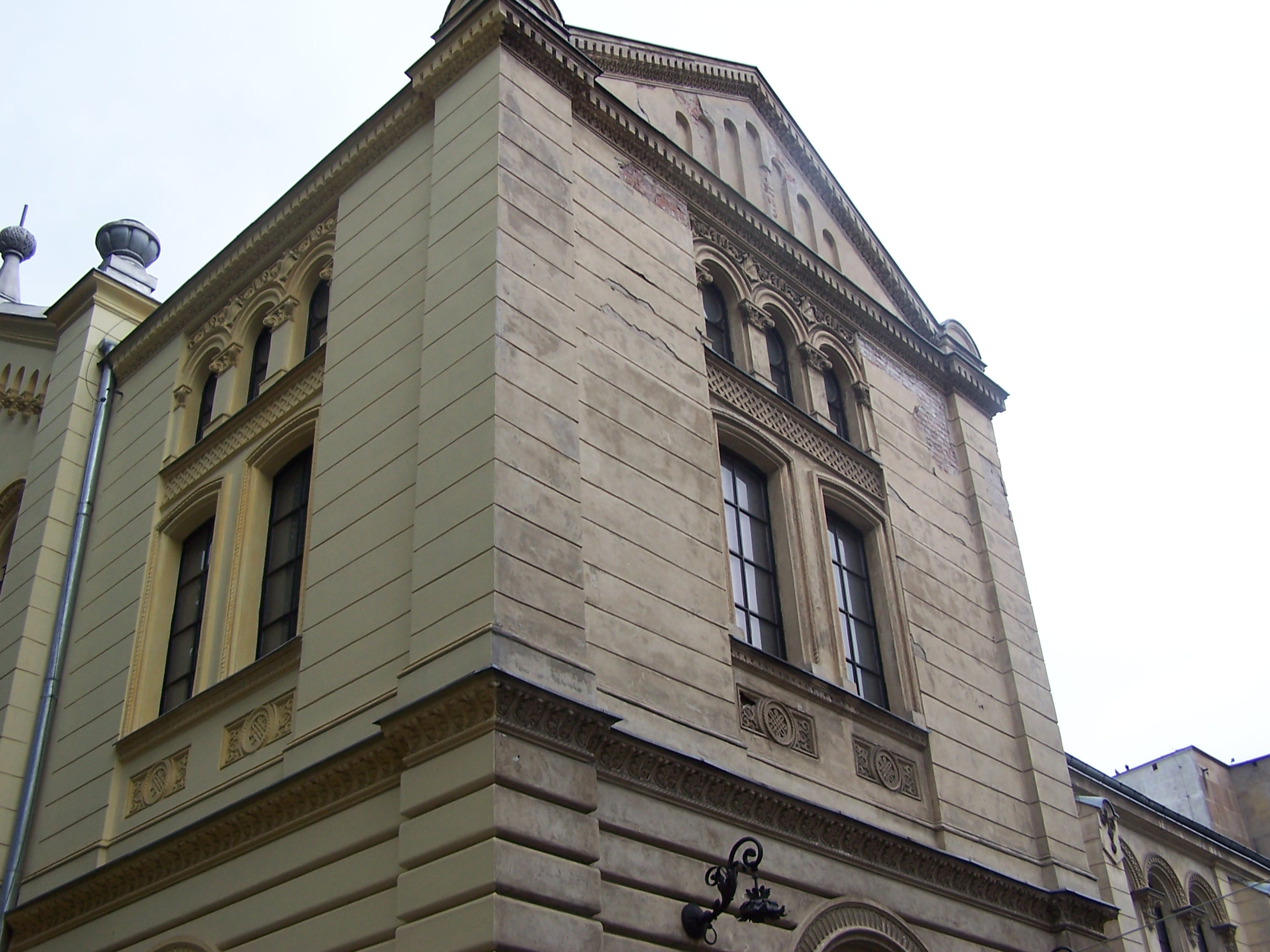
Fasada boczna
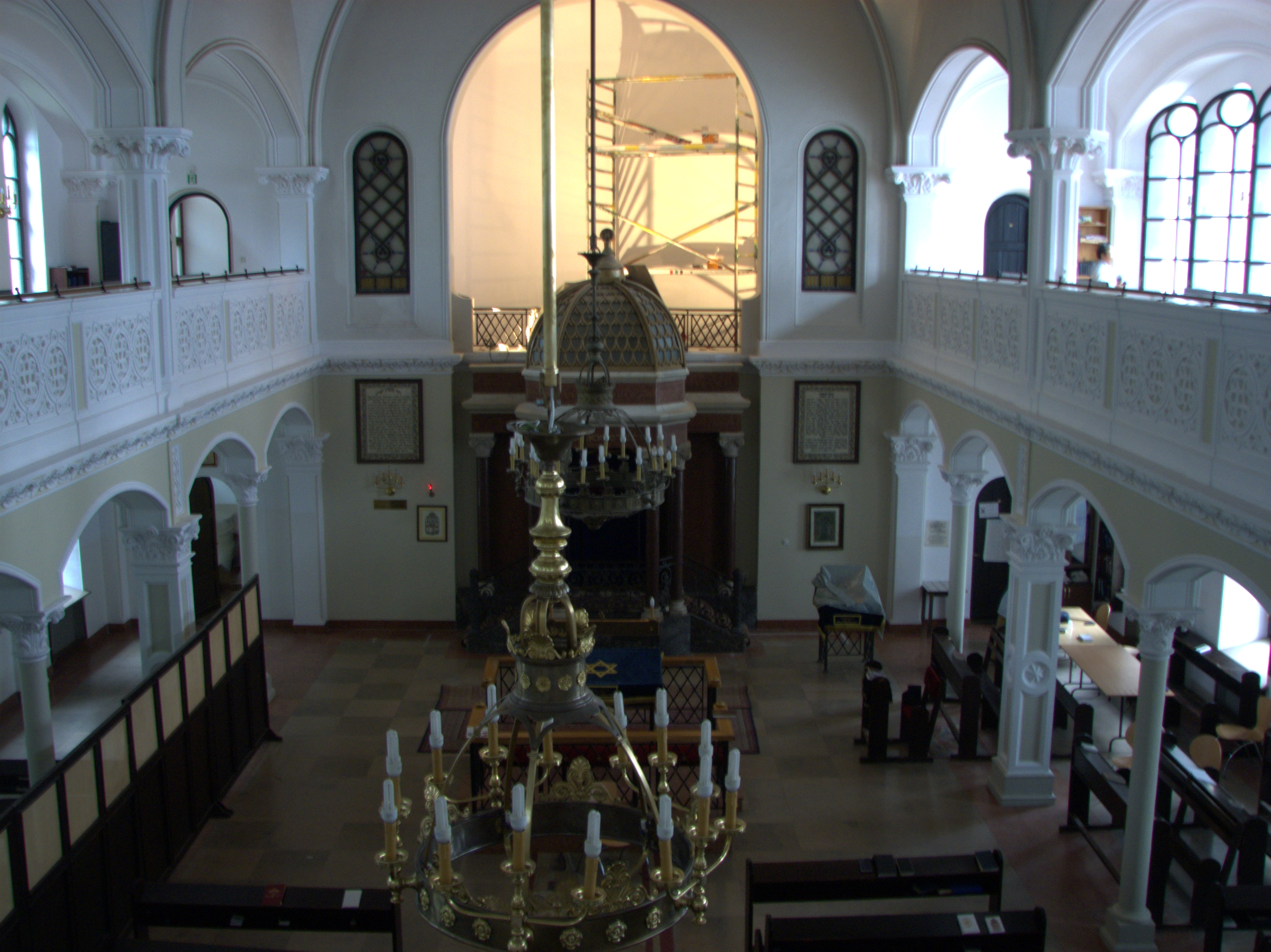
Wnętrze, widok z babińca
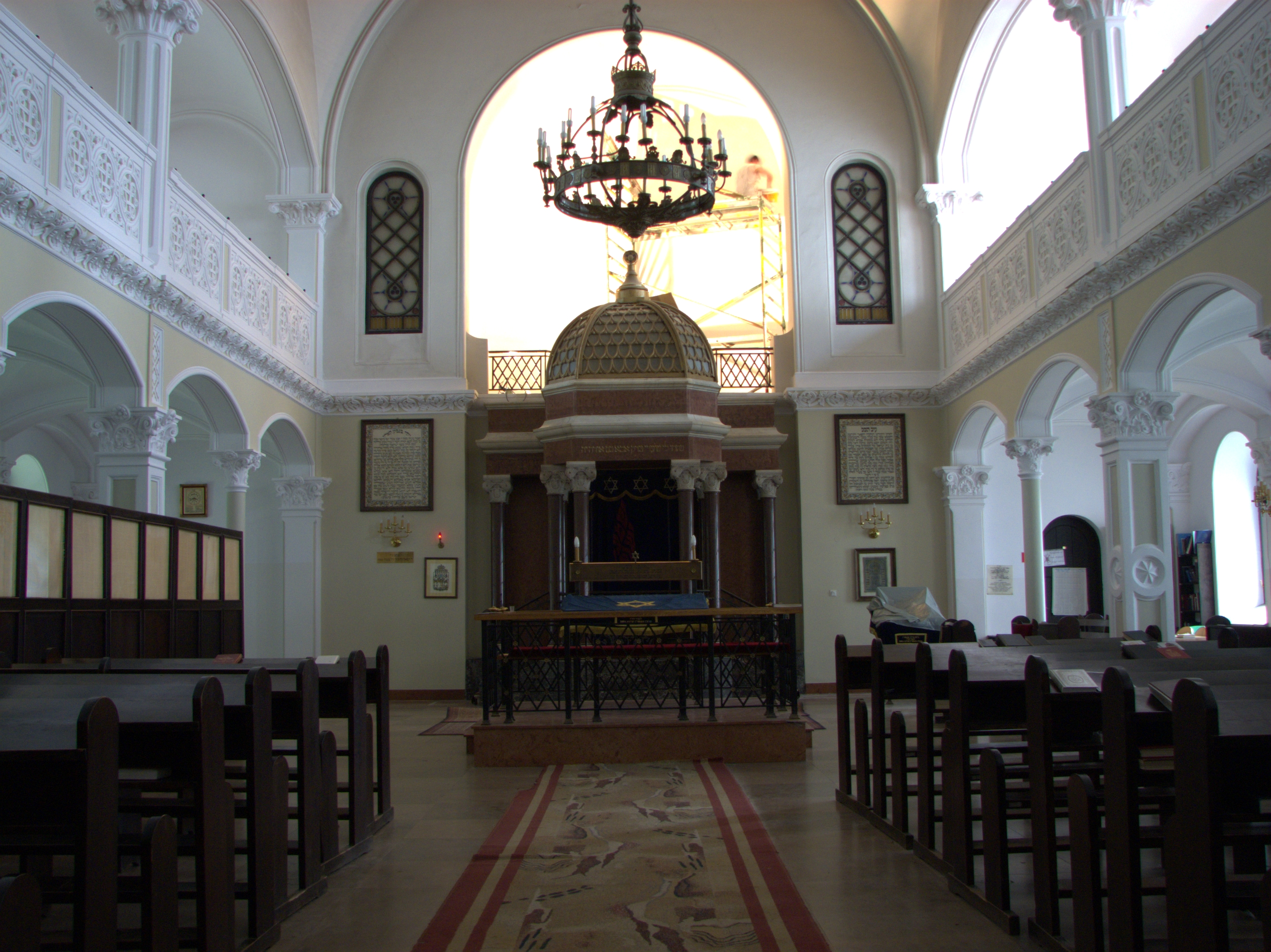
Wnętrze synagogi
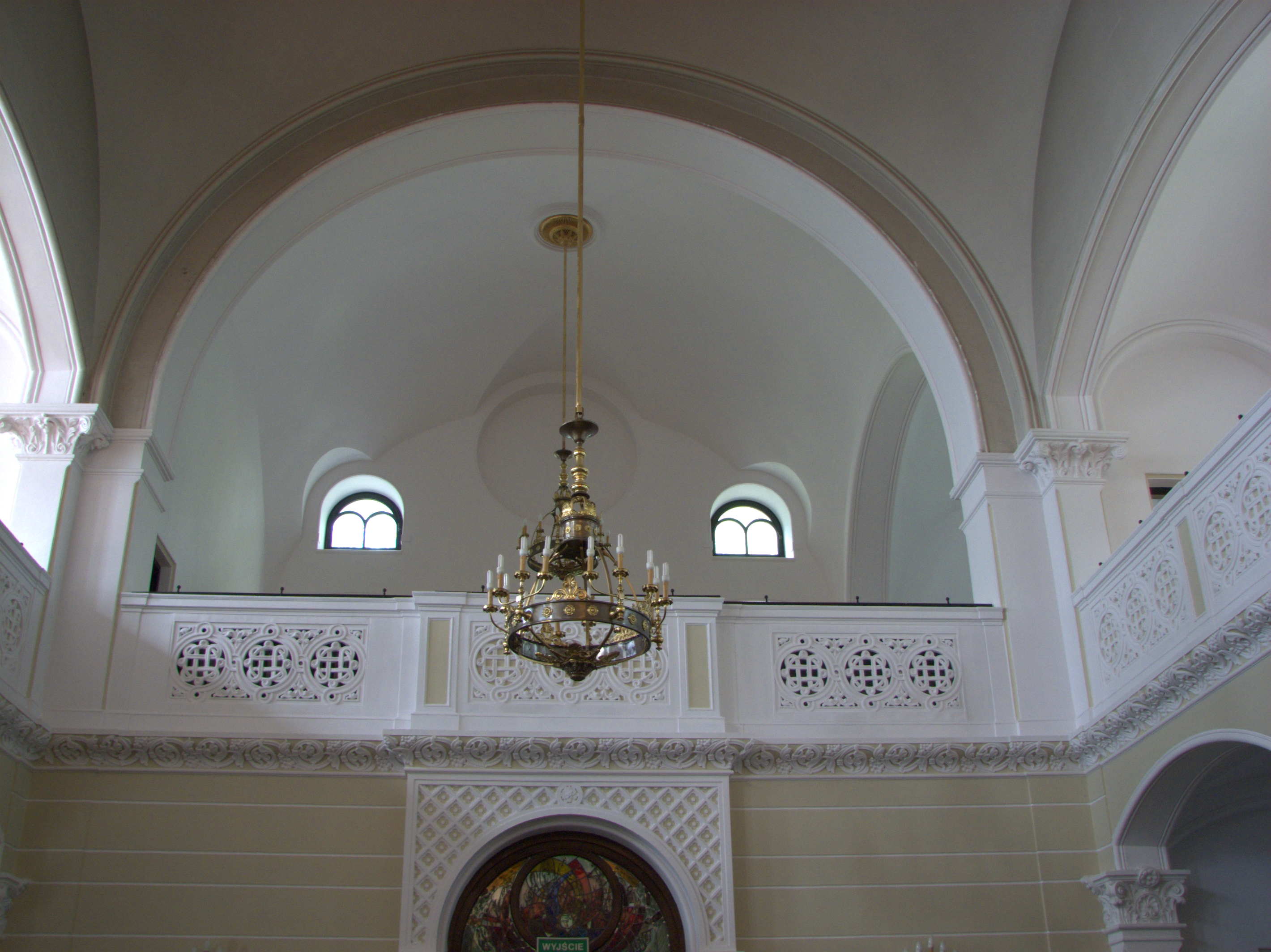
Widok na babiniec
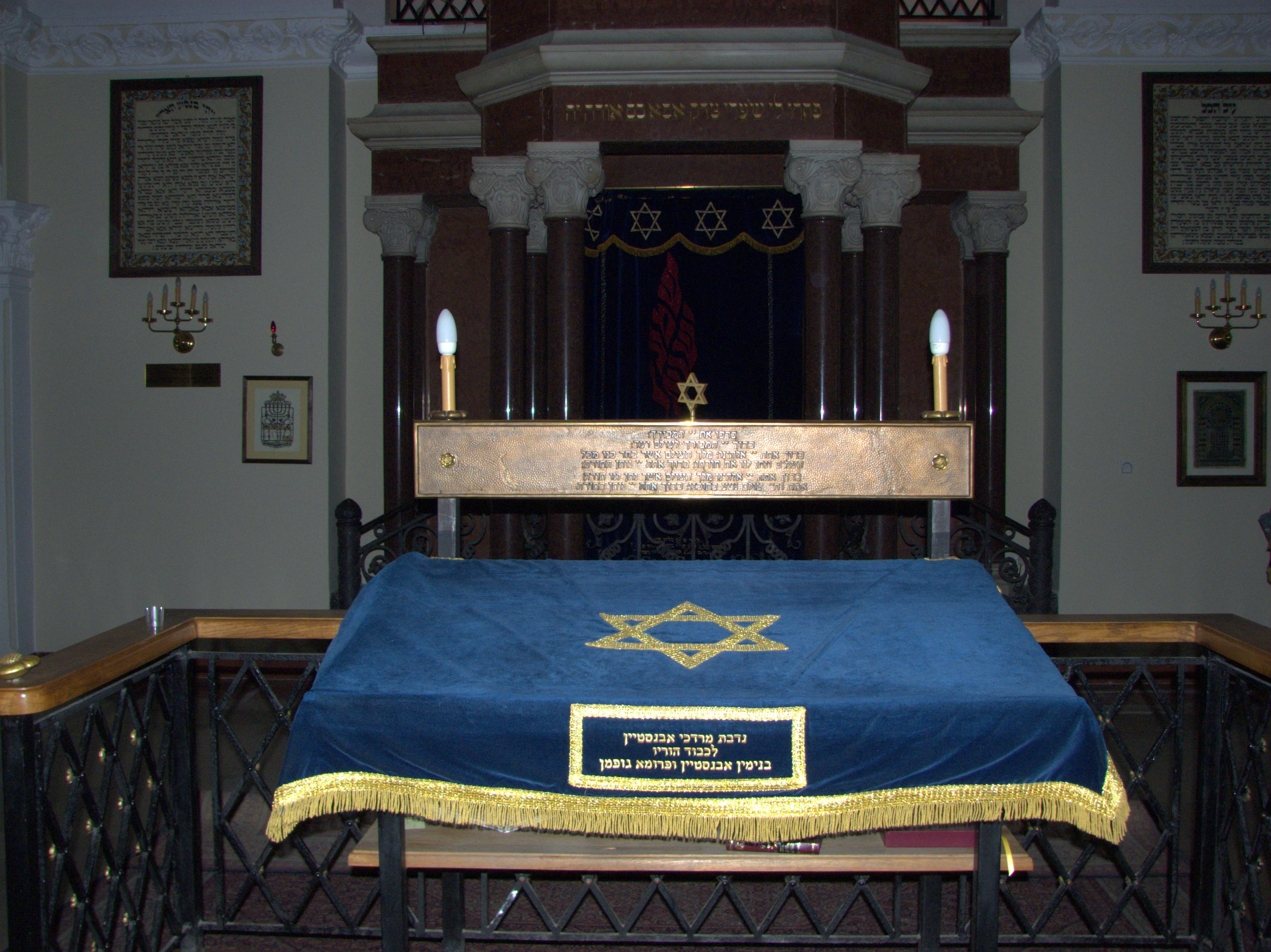
Bima
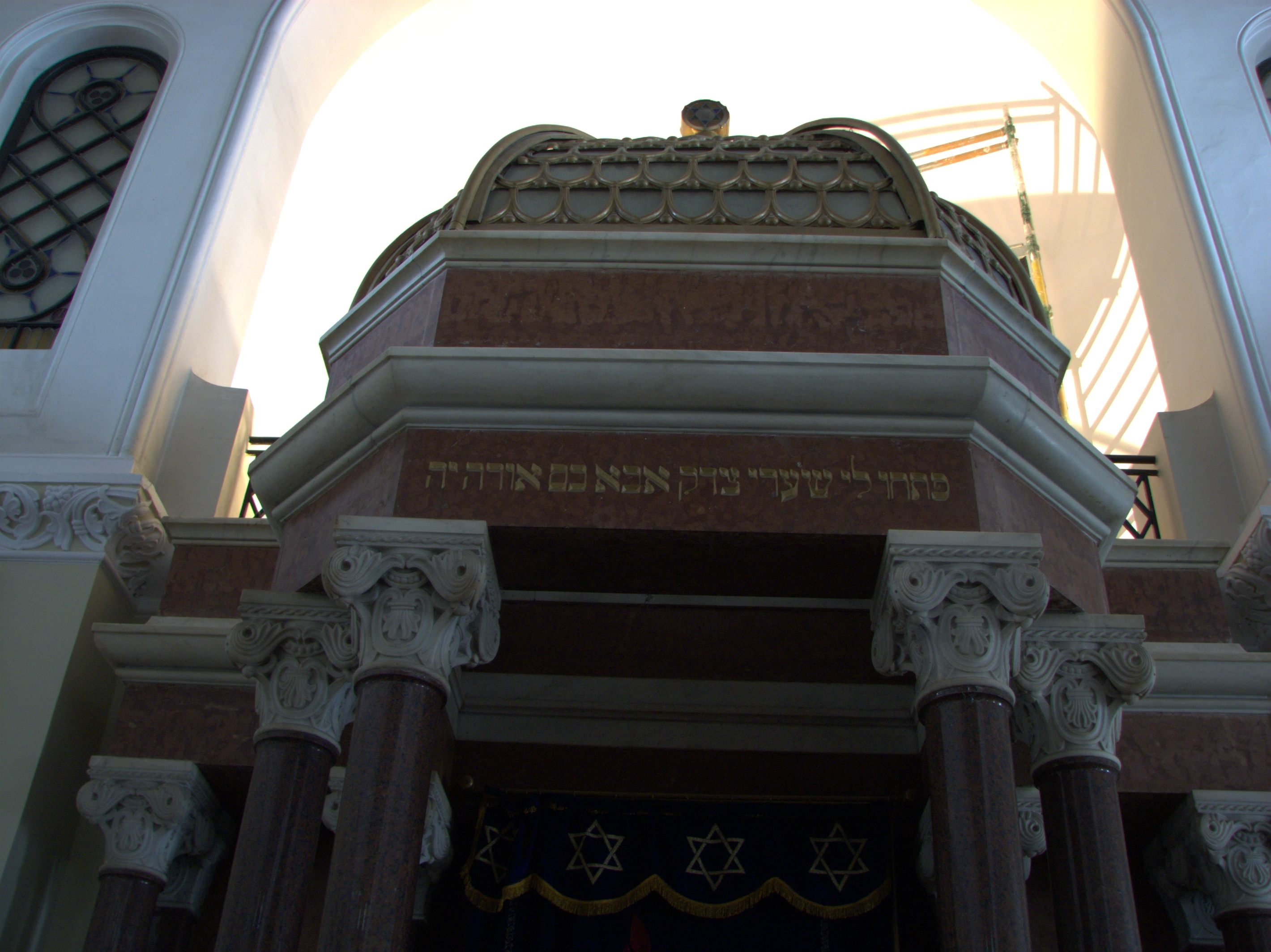
Górna część Aron ha-kodesz